# Luciano Floridi
Luciano Floridi   (Roma, 16 de novembre de 1964) és un filòsof i un lògic.